# Jessie Reyez
Jessie Reyez (Toronto, 12 giugno 1991) è una cantautrice canadese.
Attualmente sotto contratto con l'etichetta Republic Records, Reyez ha pubblicato il suo album di debutto Before Love Came to Kill Us nel 2020. Nel 2018 ha vinto il premio di miglior nuovo artista ai Juno Awards, la principale competizione musicale canadese. Nella sua carriera ha avuto modo di lavorare con artisti di rilievo come Calvin Harris ed Eminem.

## Carriera
La pubblicazione del suo primo singolo, Figure, è datata 2016; la canzone ha raggiunto la 58ª posizione della classifica Billboard Canadian Hot 100 nel 2017 ed è stata certificata triplo disco di platino da Music Canada e oro dalla Recording Industry Association of America. Il 21 aprile 2017 pubblica il suo primo EP intitolato Kiddo, che ha ricevuto quattro candidature ai Juno Awards del 2018, vincendo nella sezione di artista rivelazione.
Nel 2018 riceve due candidature agli annuali MTV Video Music Awards. Nel mese di agosto compare nell'album Kamikaze del rapper Eminem, cantando nelle tracce Nice Guy e Good Guy. Il 19 ottobre dello stesso anno pubblica il suo secondo EP, intitolato Being Human in Public; da esso viene estratto il singolo Imported realizzato insieme a JRM e 6lack, il quale viene premiato con la certificazione di disco d'oro sia in Canada che negli Stati Uniti. Reyez si è fatta notare anche per le sue doti cantautorali, avendo scritto per Calvin Harris i testi dei singoli di successo planetario One Kiss e Promises, entrambi pubblicati nel 2018.
L'EP si aggiudica il premio di registrazione R&B/Soul dell'anno ai Juno Awards 2019 ed è stato candidato anche nella categoria miglior album urban contemporaneo ai Grammy Awards 2020. Nel 2020 viene nuovamente candidata ai Juno Awards nella sezione artista dell'anno e il 27 marzo pubblica il primo album in studio, Before Love Came to Kill Us, contenente, oltre ai singoli Figures e Imported, anche una nuova collaborazione con Eminem, intitolata Coffin.
Il 21 agosto 2020 viene trasmesso in anteprima su YouTube il video di "Lo intenté todo" in collaborazione con Reik, band messicana.

## Discografia

### Album in studio
- 2020 – Before Love Came to Kill Us
- 2022 – Yessie

### EP
- 2017 – Kiddo
- 2018 – Being Human in Public

### Singoli
- 2016 – Figures
- 2017 – Shutter Island
- 2017 – Gatekeeper
- 2017 – Great One
- 2018 – Apple Juice
- 2018 – Sola
- 2018 – Body Count (Remix) (con Normani e Kehlani)
- 2019 – Imported (con 6lack)
- 2019 – Feel It Too (con Tainy e Tory Lanez)
- 2019 – Crazy
- 2020 – Love in the Dark
- 2020 – Intruders
- 2020 – No One's in the Room

## Tournée

### Artista d'apertura
- 2020 – Where Do We Go? World Tour di Billie Eilish (Nord America)
- 2022 – Happier than Ever, the World Tour di Billie Eilish (Los Angeles, Europa)

## Premi e riconoscimenti
- Grammy Awards
  - 2020 – Candidatura al miglior album urban contemporaneo per Being Human in Public[7]
- Juno Awards
  - 2018 – Artista rivelazione dell'anno[8]
  - 2019 – Registrazione R&B/Soul dell'anno per Being Human in Public[9]